# Nazionale femminile di rugby a 7 del Sudafrica
La nazionale di rugby a 7 femminile del Sudafrica è la selezione femminile che rappresenta il Sudafrica a livello internazionale nel rugby a 7.
Prende parte non stabilmente alle World Rugby Sevens Series femminili e partecipa pure alla Coppa del Mondo di rugby a 7, competizione nella quale ha finora ottenuto come miglior piazzamento il raggiungimento della semifinale nell'edizione inaugurale del 2009 venendo sconfitta 17-10 dall'Australia. È inoltre una delle nazionali impegnate nei Giochi del Commonwealth.

## Partecipazioni ai principali tornei internazionali
- 2009:  semifinali
- 2013: quarti di finale Bowl
- 2018: 14º posto

- 2018: 8º posto